# Slobodan Medojević
Slobodan Medojević, cyr. Слободан Медојевић (ur. 20 października 1990 w Nowym Sadzie) – serbski piłkarz występujący na pozycji pomocnika, młodzieżowy reprezentant kraju. Od 2014 jest zawodnikiem Eintrachtu Frankfurt.

## Kariera
W Super liga Srbije zadebiutował 2 maja 2007 roku w meczu z Mladostią Apatin (1:0). Pierwszego gola zdobył w spotkaniu z Hajdukiem Kula (3:0), które odbyło się 16 sierpnia 2009 roku.